# Liste der Baudenkmäler in Forheim
Auf dieser Seite sind die Baudenkmäler in der schwäbischen Gemeinde Forheim zusammengestellt. Diese Tabelle ist eine Teilliste der Liste der Baudenkmäler in Bayern. Grundlage ist die Bayerische Denkmalliste, die auf Basis des Bayerischen Denkmalschutzgesetzes vom 1. Oktober 1973 erstmals erstellt wurde und seither durch das Bayerische Landesamt für Denkmalpflege geführt wird. Die folgenden Angaben ersetzen nicht die rechtsverbindliche Auskunft der Denkmalschutzbehörde.

## Baudenkmäler nach Ortsteilen

### Forheim
| Lage                     | Objekt                                            | Beschreibung | Akten-Nr.             | Bild           |
| ------------------------ | ------------------------------------------------- | --- | --------------------- | -------------- |
| Kirchplatz 8 (Standort)  | Ehemaliges evangelisch-lutherisches Pfarrhaus     | Zweigeschossiger Satteldachbau mit gemauertem Erdgeschoss, Obergeschoss und zweifach vorkragendem Giebel in Fachwerk, der westliche verschalt, sowie mit aufgedoppelter Tür, um 1530/50, hölzernes Türgerüst 1706 (bezeichnet). | D-7-79-146-1 Wikidata | BW             |
| Kirchplatz 10 (Standort) | Evangelisch-lutherische Pfarrkirche St. Margareta | Chorturmkirche, Saalbau mit stichbogigem Portal mit Werksteineinfassung im Süden, wenig eingezogenem Rechteckchor im unverputzten Turm mit Pyramidenhelm, Sakristeianbau nördlich am Turm und Emporenaufgang nordwestlich am Schiff, Chorturm 14. Jahrhundert, 1876/81 zum Teil abgetragen und wieder aufgebaut, 1909 Langhaus auf alten Fundamenten und wohl auch Emporenaufgang neu errichtet; mit Ausstattung; Friedhofsmauer, 17./18. Jahrhundert. | D-7-79-146-2 Wikidata | weitere Bilder |

### Aufhausen
| Lage                      | Objekt                                         | Beschreibung | Akten-Nr.             | Bild           |
| ------------------------- | ---------------------------------------------- | --- | --------------------- | -------------- |
| Hauptstraße 17 (Standort) | Ehemaliges Gasthaus                            | Zweigeschossiger Satteldachbau auf winkligem Grundriss mit Werksteineinfassung am korbbogigen Eingang und schmiedeeisernem Auslager, im Kern zweite Hälfte 18. Jahrhundert, stark überformt und erweitert. | D-7-79-146-3 Wikidata | BW             |
| Kirchstraße 4 (Standort)  | Evangelisch-lutherische Pfarrkirche St. Martin | Klassizistischer Saalbau mit Werksteinelementen, Halbwalmdach im Westen und quadratischem Ostturm mit Pyramidenhelm, Außenbau gegliedert mit gefelderten Brüstungsflächen, profilierten Gurt- und Traufgesimsen, über dem Westportal ein Dreiecksgiebel und eingestellte Säulen, 1822; mit Ausstattung Friedhofsmauer, 18. Jahrhundert, im Norden im Zuge der Friedhofserweiterung erneuert. | D-7-79-146-4 Wikidata | weitere Bilder |